# Seneca Wallace
Seneca Isayha Wallace (Sacramento, 6 agosto 1980) è un giocatore di football americano statunitense gioca nel ruolo di quarterback per i Green Bay Packers della National Football League (NFL). Fu scelto nel corso del quarto giro (110º assoluto) del Draft NFL 2003 dai Seattle Seahawks. Al college giocò a football all'Università statale dell'Iowa.

## Carriera professionistica

### Seattle Seahawks
Wallace fu scelto al quarto giro del Draft NFL 2003 dai Seattle Seahawks. Il 22 luglio 2013 firmò un contratto triennale del valore di 1.220.000 dollari, di cui 310.000 di bonus alla firma. È largamente accreditato che il suo valore nel draft scese per la sua insistenza a giocare nel ruolo di quarterback, piuttosto che come wide receiver alla Antwaan Randle El. Intrigati dal suo atletismo, i Seahawks gli diedero una possibilità. Wallace lasciò la sua prima impronta nei playoff del 2005 quando ricevette in maniera acrobatica un passaggio da 28 yard di Matt Hasselbeck nella finale della NFC contro i Carolina Panthers.
Nel 2006, Wallace giocò quattro gare come quarterback titolare come sostituto di Hasselbeck infortunato al ginocchio destro. Sotto la sua leadership, la squadra vinse due partite e ne perse due. Il suo rating fu di 76,2 nella stagione 2006, passando poco meno di 1000 yard, lanciando 8 touchdown e 7 intercetti.
Il 23 agosto 2007 firmò un contratto quadriennale del valore di 6,2 milioni di dollari, di cui 1,6 milioni di bonus alla firma. Mike Holmgren iniziò ad usare Wallace come wide receiver in limitate occasioni. Alla settima settimana Wallace aveva catturato due passaggi, corso due volte e lanciato un passaggio incompleto.
Nel 2008, Wallace iniziò due gare di pre-stagione come quarterback ed ebbe buone statistiche contro Minnesota ed Oakland. Dopo che gli indortuni ai wide receiver colpirono i Seahawks, Wallace fu spostato in quella posizione.

### Cleveland Browns
L'8 marzo 2010 Wallace venne ceduto ai Cleveland Browns per una scelta del draft 2011. Con questo scambio, Wallace si riunì col suo ex allenatore di Seattle ed attuale presidente dei Browns Mike Holmgren. Fece il suo debutto in stagione regolare il 12 settembre 2010 dopo che il quarterback titolare Jake Delhomme si infortunò alla caviglia nella prima partita di stagione contro Tampa Bay. Iniziò da titolare le successive quattro partite prima di un infortunio alla caviglia durante la settimana 5 contro Atlanta. Il 3 marzo 2011, Wallace firmò un contratto triennale del valore di 9.200.000 dollari di cui 2.000.000 di bonus alla firma coi Browns.

### New Orleans Saints
Il 15 aprile 2013, Wallace firmò un contratto annuale coi Saints. Il 19 agosto fu svincolato.

### San Francisco 49ers
Il 22 agosto 2013, Wallace firmò un contratto annuale coi San Francisco 49ers, rimanendovi però solo per una settimana.

### Green Bay Packers
Il 2 settembre 2013, Wallace firmò con i Green Bay Packers. Quando nel Monday Night Football della settimana 9 contro i Chicago Bears il titolare Aaron Rodgers si infortunò a inizio gara, Seneca lo sostituì completando 11 passaggi su 19 tentativi e subendo un intercetto, non riuscendo a guidare i Packers alla vittoria. L'infortunio di Rodgers si rivelò significativo e Wallace fu nominato titolare per la gara della domenica successiva ma la sua partita durò soli pochi minuti poiché, dopo aver completato i primi cinque passaggi tentati, dovette abbandonare il campo per un infortunio all'inguine.

## Vittorie e premi

### Franchigia
- National Football Conference Championship: 1

Seattle Seahawks: 2005

### Individuale
- Quarterback della settimana: 1

## Statistiche
| Partite totali      | 52    |
| Partite da titolare | 21    |
| Yard lanciate       | 4.808 |
| Touchdown           | 31    |
| Intercetti subiti   | 18    |
| Passer rating       | 81,3  |

Statistiche aggiornate alla stagione 2012